# Renyldo Ferreira
Renyldo Pedro Guimarães Ferreira (Bagé, 29 de junio de 1923-São Paulo, 28 de abril de 2023) fue un jinete brasileño que compitió en la modalidad de salto ecuestre. Ganó dos medallas en los Juegos Panamericanos, plata en 1959 y oro en 1967.

## Palmarés internacional
| Juegos Panamericanos | Juegos Panamericanos     | Juegos Panamericanos | Juegos Panamericanos |
| Año                  | Lugar                    | Medalla              | Categoría            |
| -------------------- | ------------------------ | -------------------- | -------------------- |
| 1959                 | Chicago (Estados Unidos) | Medalla de plata     | Por equipos          |
| 1967                 | Winnipeg (Canadá)        | Medalla de oro       | Por equipos          |